# 昭和リース
昭和リース株式会社（しょうわリース、英: Showa Leasing Co.,Ltd.）は、SBI新生銀行グループの総合リース会社である。本社を東京都中央区に置く。
元はりそな銀行グループの大手総合リース会社であったが、2005年に新生銀行に買収されて新生銀行グループとなり、2016年には完全子会社化されている。

## 事業内容
- 総合リース業

情報関連機器、産業・工作機械、建設機械、医療機器、商業設備、航空機などのリース、割賦販売ならびに各種ファイナンス業務、生命保険の募集に関する業務を行っている。中でもリース業務に関しては、工作機械のリースや、動産の処分、リースアップ物件の処理などは業界でもトップレベルのノウハウを持つ。

## 沿革
- 1969年（昭和44年）4月 - 協和銀行（現・りそな銀行）・安宅産業などにより設立。
- 1986年（昭和61年）4月 - 昭和オートレンタリース株式会社設立。
- 2005年（平成17年）4月 - 新生銀行グループ（現・SBI新生銀行グループ）の一員となる[2]。資本金を421億4900万円とする。
- 2006年（平成18年） - 新生ビジネスファイナンス株式会社の株式を取得し、グループ会社化。
- 2007年（平成19年）
  - 4月 - 株式会社エス・エス・ソリューションズが株式会社ユニコ・コーポレーションからの事業譲受により事業開始。
  - 7月 - 昭和ハイテクレント株式会社を吸収合併。
- 2008年（平成20年）
  - きらやか銀行系列のきらやかリース株式会社の株式を取得し、グループ会社化。
  - 昭和オートレンタリース株式会社の株式を日本カーソリューションズへ譲渡。
  - 本社を江東区豊洲に移転。
- 2009年（平成21年） - 株式会社エス・エス・ソリューションズと合併。
- 2010年（平成22年） - 新生ビジネスファイナンス株式会社と合併。
- 2011年（平成23年） - 本社を文京区後楽に移転[2][3]。
- 2015年（平成27年） - トーザイ貿易株式会社を買収。
- 2016年（平成28年）
  - 4月1日 - きらやか銀行がきらやかリースの株式を買い戻し、同社が昭和リースの関連会社から外れる[4][5]。
  - 4月 - 栄伸工業株式会社を買収。
  - 12月1日 - 株式交換によって、新生銀行（現：SBI新生銀行）の完全子会社となる[6]。
- 2019年（令和元年）7月 - 三菱UFJリース（現・三菱HCキャピタル）より神鋼リース（現・新生コベルコリース）の株式の80%を取得し、グループ会社化[2][7][8][9][10]。
- 2020年（令和2年）1月 - 本社を中央区日本橋室町に移転[2][11]。

## 拠点・ネットワーク
- 本社：東京都中央区日本橋室町2-4-3　日本橋室町野村ビル[12]
- 東日本営業部門[12]
  - 東京営業第一部・東京営業第二部：東京都中央区日本橋室町2-4-3　日本橋室町野村ビル[12]
  - 札幌支店：北海道札幌市中央区北4条西5-1-48　アスティ45 8F[12]
  - 仙台支店：宮城県仙台市青葉区中央2-9-27　プライムスクエア広瀬通7F[12]
  - 埼玉支店：埼玉県さいたま市浦和区北浦和4-5-5　北浦和大栄ビル5階[12]
  - 千葉支店：千葉県千葉市中央区新町1-17　JPR千葉ビル10階[12]
  - 八王子支店：東京都八王子市明神町3-20-6　八王子ファーストスクエア4F[12]
  - 横浜支店：神奈川県横浜市中区桜木町1-1-8　日石横浜ビル10F[12]
- 西日本営業部門[12]
  - 大阪営業第一部・大阪営業第二部 ：大阪府大阪市北区小松原町2-4　大阪富国生命ビル13F[12]
  - 兵庫サテライトオフィス：兵庫県神戸市中央区港島7-15-1[12]
  - 浜松支店：静岡県浜松市中央区板屋町110-5　浜松第一生命日通ビル9階[12]
  - 名古屋支店：愛知県名古屋市中区錦1-6-18　J・伊藤ビル3F[12]
  - 福岡支店：福岡県福岡市博多区中洲5-6-10　LA博多7F[12]

## 海外現地法人
- 台北（台湾）